# Achyranthes
Genre
Achyranthes est un genre de plantes de la famille des Amaranthaceae.

## Liste des espèces et variétés
Selon BioLib (12 août 2017) :
- Achyranthes arborescens R. Br.
- Achyranthes aspera L.
- Achyranthes atollensis St. John †
- Achyranthes bidentata Blume
- Achyranthes canescens R. Br.
- Achyranthes japonica (Miq.) Nakai
- Achyranthes margaretarum de Lange
- Achyranthes mutica Gray
- Achyranthes splendens Mart. ex Moq.
- Achyranthes talbotii Hutch. & Dalziel

Selon Catalogue of Life (12 août 2017) :
- Achyranthes abyssinica Nees
- Achyranthes alba Eckl. & Zeyh. ex Moq.
- Achyranthes alternifolia L.
- Achyranthes angustifolia (Vahl) Lopr.
- Achyranthes annua Dinter
- Achyranthes aquatica R. Br.
- Achyranthes arborescens R. Br.
- Achyranthes aspera L.
- Achyranthes avicularis E. Mey.
- Achyranthes benthamii Lopr.
- Achyranthes bidentata Blume
- Achyranthes brachiata L.
- Achyranthes breviflora Baker
- Achyranthes carsonii Baker
- Achyranthes conferta Schinz
- Achyranthes crispa Desf. ex Poir.
- Achyranthes cylindrica Bojer
- Achyranthes fasciculata (Suess.) C. C. Towns.
- Achyranthes filifolia Willd. ex Roem. & Schult.
- Achyranthes frumentacea Burm. f.
- Achyranthes geminata Thonn.
- Achyranthes heudelotii Moq.
- Achyranthes javanica (Burm. f.) Pers.
- Achyranthes longifolia Makino
- Achyranthes mangarevica Suess.
- Achyranthes mollis Thonn.
- Achyranthes nodosa Vahl
- Achyranthes obovata Peter
- Achyranthes obtusifolia Lam.
- Achyranthes oleracea Suess.
- Achyranthes ovata Ehrenb. ex Schweinf.
- Achyranthes papposa Forssk.
- Achyranthes pedicellata Lopr.
- Achyranthes polystachia Forssk.
- Achyranthes repens L.
- Achyranthes robusta C. H. Wright
- Achyranthes rubro-lutea Lopr.
- Achyranthes rubrolutea Lopr.
- Achyranthes schinzii (Standl.) Cufod.
- Achyranthes schweinfurthii Schinz
- Achyranthes sericea J. Koenig ex Roxb.
- Achyranthes sicula (L.) All.
- Achyranthes splendens Mart. ex Moq.
- Achyranthes talbotii Hutch. & Dalziel
- Achyranthes thonningii Schumach.
- Achyranthes uncinulata Schrad.
- Achyranthes verticillata Thunb.
- Achyranthes villosa Forssk.
- Achyranthes virgata (Jacq.) Zeyh.
- Achyranthes viridis Lopr.
- Achyranthes winteri Peter

Selon GRIN (12 août 2017) :
- Achyranthes aspera L.
- Achyranthes bidentata Blume
- Achyranthes fauriei H. Lév. & Vaniot
- Achyranthes japonica (Miq.) Nakai
- Achyranthes longifolia (Makino) Makino
- Achyranthes mutica A. Gray

Selon ITIS (12 août 2017) :
- Achyranthes aspera L.
- Achyranthes atollensis H. St. John
- Achyranthes bidentata Blume
- Achyranthes canescens R. Br.
- Achyranthes japonica (Miq.) Nakai
- Achyranthes mutica A. Gray
- Achyranthes splendens Mart. ex Moq.

Selon NCBI (12 août 2017) :
- Achyranthes arborescens
- Achyranthes aspera
  - variété Achyranthes aspera var. sicula
- Achyranthes bidentata
- Achyranthes japonica

Selon The Plant List (12 août 2017) :
- Achyranthes arborescens R.Br.
- Achyranthes aspera L.
- Achyranthes bidentata Blume
- Achyranthes diandra Roxb.
- Achyranthes fasciculata (Suess.) C.C.Towns.
- Achyranthes mangarevica Suess.
- Achyranthes marchionica F.Br.
- Achyranthes margaretarum de Lange
- Achyranthes mutica A.Gray ex H.Mann
- Achyranthes shahii M.R.Almeida & S.M.Almeida
- Achyranthes splendens Mart. ex Moq.
- Achyranthes talbotii Hutch. & Dalziel

Selon Tropicos (12 août 2017) (Attention liste brute contenant possiblement des synonymes) :
- Achyranthes abyssinica Nees
- Achyranthes acuminata E. Mey. ex Cooke & Wright
- Achyranthes alba Eckl. & Zeyh. ex Moq.
- Achyranthes alopecuroides Lam.
- Achyranthes alternifolia L.
- Achyranthes altissima Jacq.
- Achyranthes amaranthoides Lam.
- Achyranthes angustifolia Benth.
- Achyranthes annua Dinter
- Achyranthes aquatica R. Br.
- Achyranthes arborescens R. Br.
- Achyranthes argentea Lam.
- Achyranthes aspera L.
- Achyranthes asperoides Pires de Lima
- Achyranthes atollensis H. St. John
- Achyranthes atra Pav. ex Moq.
- Achyranthes atropurpurea Lam.
- Achyranthes australis R. Br.
- Achyranthes avicularis E. Mey.
- Achyranthes axillaris Willd.
- Achyranthes baccata Pav. ex Moq.
- Achyranthes bangii (Rusby) Standl.
- Achyranthes benthami Lopr.
- Achyranthes benthamii Lopr.
- Achyranthes bettzickiana (Regel) Standl.
- Achyranthes bidentata Blume
- Achyranthes boliviana (Rusby) Standl.
- Achyranthes borbonica Willd. ex Schult.
- Achyranthes brachiata L.
- Achyranthes brasiliana (L.) Standl.
- Achyranthes breviflora Baker
- Achyranthes calea Ibáñez
- Achyranthes canescens R. Br.
- Achyranthes capituliflora Bertero
- Achyranthes carpathicum Herb. cm. Leucojum vernum
- Achyranthes carsonii Baker
- Achyranthes chacoensis (Morong ex Morong & Britton) Standl.
- Achyranthes chinensis Osbeck
- Achyranthes ciliata Lam.
- Achyranthes conferta Pav. ex Moq.
- Achyranthes cordata Hochst.
- Achyranthes cordobensis Standl.
- Achyranthes corymbosa L.
- Achyranthes costaricensis (Kuntze) Standl.
- Achyranthes coynei Santapau
- Achyranthes crassifolia Standl.
- Achyranthes cylindrica Bojer
- Achyranthes daito-insularis Tawada
- Achyranthes debilis Poir.
- Achyranthes decumbens Forssk.
- Achyranthes diandra Roxb.
- Achyranthes dichotoma L.
- Achyranthes diffusa Moench
- Achyranthes dioica Pav. ex Moq.
- Achyranthes echinata Retz.
- Achyranthes echinocephala Standl.
- Achyranthes elegantissima Schinz
- Achyranthes ellipticifolia Stokes
- Achyranthes elongata Standl.
- Achyranthes erinosma Herb.
- Achyranthes excelsa Dup.-Thou.
- Achyranthes fasciculata (Suess.) C.C. Towns.
- Achyranthes fauriei H. Lév. & Vaniot
- Achyranthes ferruginea Roxb.
- Achyranthes ficoidea (L.) Lam.
- Achyranthes flabellifera Boerl.
- Achyranthes flavicoma (Andersson) Standl.
- Achyranthes frumentacea Burm. f.
- Achyranthes fruticosa Desf.
- Achyranthes galapagensis (Stewart) Standl.
- Achyranthes geminata Thonn.
- Achyranthes geniculata (Urb.) Moscoso
- Achyranthes glabella A. Gray
- Achyranthes glaucescens (Hook. f.) Standl.
- Achyranthes glomerata Sessé & Moc.
- Achyranthes grandifolia Moq.
- Achyranthes halimifolia Lam.
- Achyranthes hamata H. Lév. & Vaniot
- Achyranthes hassleriana (Chodat) Standl.
- Achyranthes helleri (B.L. Rob.) Standl.
- Achyranthes heudelotii Moq.
- Achyranthes hirtiflora A. Rich.
- Achyranthes hispida Moq.
- Achyranthes hookeri Standl.
- Achyranthes incana Moq.
- Achyranthes indica (L.) Mill.
- Achyranthes ingramiana Standl.
- Achyranthes involucrata Moq.
- Achyranthes jacquini (Schrad.) Standl.
- Achyranthes japonica (Miq.) Nakai
- Achyranthes javanica Pers.
- Achyranthes lactea Moq.
- Achyranthes laguroides Standl.
- Achyranthes lanaiensis H. St. John
- Achyranthes lanata L.
- Achyranthes lanuginosa Nutt.
- Achyranthes lappacea L.
- Achyranthes latifolia Benth. & Hook. f.
- Achyranthes lehmannii (Hieron.) Standl.
- Achyranthes leiantha (Seub.) Standl.
- Achyranthes leptostachya E. Mey.
- Achyranthes linearifolia Sw. ex Wikstr.
- Achyranthes linkiana Roem. & Schult.
- Achyranthes longifolia (Makino) Makino
- Achyranthes lorentzii (Uline) Standl.
- Achyranthes lupulina (Kunth) Willdenow ex Moquin
- Achyranthes maneleensis H. St. John
- Achyranthes mangarevica Suess.
- Achyranthes marchionica F. Br.
- Achyranthes margaretarum de Lange
- Achyranthes maritima (Mart.) Standl.
- Achyranthes martii Standl.
- Achyranthes mauritiana Moq.
- Achyranthes megaphylla Standl.
- Achyranthes mexicana Standl.
- Achyranthes microphylla (R.E. Fr.) Standl.
- Achyranthes mollicula Nakai
- Achyranthes mollis Lepr. ex Seub.
- Achyranthes monsoniae (L. f.) Pers.
- Achyranthes morongii (Uline) Standl.
- Achyranthes mucronata Lam.
- Achyranthes muricata L.
- Achyranthes mutica A.M. Gray ex H. Mann
- Achyranthes nasikensis M.R. Almeida & S.R. Dutta
- Achyranthes nelsonii H. St. John
- Achyranthes nivea Aiton
- Achyranthes nodiflora Roxb.
- Achyranthes nodosa Vahl
- Achyranthes novae-brasilianae Thouin ex Schult.
- Achyranthes nudicaulis (Hook. f.) Standl.
- Achyranthes oblanceolata Schinz
- Achyranthes obovata (M. Martens & Galeotti) Standl.
- Achyranthes obovatifolia Stokes
- Achyranthes obtusifolia Lam.
- Achyranthes ogatae Yamam.
- Achyranthes okinawensis Tawada
- Achyranthes orbiculata generic Heyne
- Achyranthes ovata Ehrenb. ex Schweinf.
- Achyranthes paludosa Bunbury
- Achyranthes panamensis Standl.
- Achyranthes papposa Forssk.
- Achyranthes paraguayensis Standl.
- Achyranthes paronychioides hort. ex Schinz
- Achyranthes parviflora Pav. ex Moq.
- Achyranthes patula L. f.
- Achyranthes pedicellata Lopr.
- Achyranthes peploides (Willd. ex Roem. & Schult.) Britton
- Achyranthes persica Merr.
- Achyranthes philoxeroides (Mart.) Standl.
- Achyranthes picta Passarge
- Achyranthes pilosa Pav. ex Moq.
- Achyranthes pinheirensis (Glaz.) Standl.
- Achyranthes polygonoides (L.) Lam.
- Achyranthes polystachia Forssk.
- Achyranthes porphyristachya Wall.
- Achyranthes porphyrostachya Wall. ex Moq.
- Achyranthes porrigens Jacq.
- Achyranthes portoricensis (Kuntze) Standl.
- Achyranthes praelonga (A. St.-Hil.) Standl.
- Achyranthes prostrata L.
- Achyranthes puberula (Mart.) Standl.
- Achyranthes pubescens Roth
- Achyranthes purpurea Pav. ex Moq.
- Achyranthes radicans B. Heyne ex Roth
- Achyranthes ramosissima (Mart.) Standl.
- Achyranthes reflexa H. St. John
- Achyranthes reineckii (Briq.) Standl.
- Achyranthes repens L.
- Achyranthes rigida (B.L. Rob. & Greenm.) Standl.
- Achyranthes robusta C.H. Wright
- Achyranthes rotundata (Hillebr.) H. St. John
- Achyranthes rotundifolia (Ohwi) M. Suzuki
- Achyranthes rubro-lutea Lopr.
- Achyranthes rubrofusca Wight
- Achyranthes rubrolutea Lopr.
- Achyranthes rufa Standl.
- Achyranthes rugulosa (B.L. Rob.) Standl.
- Achyranthes ryukyuensis Tawada
- Achyranthes sanguinolenta L.
- Achyranthes scandens Roxb.
- Achyranthes schinzii Cufod.
- Achyranthes schweinfurthii Schinz
- Achyranthes sequax Wall.
- Achyranthes sericea
- Achyranthes serpyllifolia Poir.
- Achyranthes sessilis Besser
- Achyranthes setacea Roth
- Achyranthes seubertii (Seub.) Standl.
- Achyranthes shahii M.R. Almeida & S.M. Almeida
- Achyranthes sicula (L.) All.
- Achyranthes snodgrassii (B.L. Rob.) Standl.
- Achyranthes spinosa Hornem.
- Achyranthes splendens Mart. ex Moq.
- Achyranthes stellata Willd.
- Achyranthes stenophylla Standl.
- Achyranthes strictiuscula (Andersson) Standl.
- Achyranthes styracifolia Lam.
- Achyranthes talbotii Hutch. & Dalziel
- Achyranthes tenuifolia Willd.
- Achyranthes thonningii Thonn.
- Achyranthes tomentosa Roth
- Achyranthes totonaca Sessé & Moc.
- Achyranthes triandra Roxb.
- Achyranthes trichotoma Perr. ex Moq.
- Achyranthes uncinata Willd. ex Schult.
- Achyranthes uncinulata Schrad.
- Achyranthes urbanii (Urb.) Standl.
- Achyranthes velutina Hook. & Arn.
- Achyranthes vermicularis (L.) Elliott
- Achyranthes verschaffeltii Lem.
- Achyranthes verticillata Thunb.
- Achyranthes vestita (Andersson) Standl.
- Achyranthes villosa Blanco
- Achyranthes virgata (Jacq.) Zeyh.
- Achyranthes viridis Lopr.
- Achyranthes watsonii Standl.
- Achyranthes welwitschii Schinz
- Achyranthes williamsii Standl.
- Achyranthes winteri Peter
- Achyranthes zaririi M.R. Almeida & S.M. Almeida